# ジブラルタル議会
座標: 北緯36度08分27秒 西経5度21分14秒 / 北緯36.140775度 西経5.353758度
ジブラルタル議会（ジブラルタルぎかい、英語: Gibraltar Parliament）は、イギリスの海外領土であるジブラルタルの立法府である。
1969年-2006年の間は Gibraltar House of Assembly と呼ばれた。

## 仕組み
1969年のジブラルタル政体令 (Gibraltar Constitution Order) によって定められたジブラルタル議会は一院制で、当初はジブラルタルの有権者が選んだ15名の議員に加えて、司法長官を含む任命された2名からなっていた。「House of Assembly」という呼び名は、イギリス統治下の完全な主権を持たない立法府で一般的に使われていた。その名称は2006年のジブラルタル政体令で「Gibraltar Parliament」に変わったが、それはその主権の拡大を反映したものである。新たな議会の17議員は全員、選挙で選ばれる。
投票有権者は登録制である。イギリス国籍を持ち投票日に18歳以上である者のうち、6か月以上ジブラルタルに在住した履歴があり、かつジブラルタルに永住する意志を持つ者が有権者登録をすることができる。制限連記制であり、定数17に対して投票者は10名の候補を選択する。すべての候補が選択対象であり、またすべての票は合算集計されるため、選挙区は単に投票所の区別という意味しかない。殆どの場合、与党となった政党あるいは政党連合は候補者の10名全員が当選となり、残り7議席は第2党が占める。
各政党や党連合は、よく8名の候補者名簿を提示して、彼ら全員への投票を支持者に促す。

## 議会の建物
議会はメイン・ストリートとジョン・マッキントッシュ・スクエアを見下ろす建物にある。これは1817年に建てられたもので、かつては交易図書館 (Exchange and Commercial Library) として使われていた。1951年には立法評議会 (Legislative Council) を入居させるために改装された。これは1969年のジブラルタル政体令で「House of Assembly」に置き換えられた。その最初の議会は1969年8月28日にジブラルタル総督ヴァリル・ベッグによって開かれた。

## 議員名簿
- ジェマ・アリアス＝バスケス (GSLP)
- キース・アゾパーディ (GSD)
- ジョゼフ・ボッサーノ (GSLP)
- デーモン・ボッシーノ (GSD)
- レズリー・ブルゾン (GLP)
- ロイ・クリントン (GSD)
- ジョン・コルテス (GSLP)
- ナイジェル・フィータム (GSLP)
- ジョゼフ・ガルシア (GLP)
- ジョエル・ラディスロース (GSD)
- パトリシア・オーフィラ (GSLP)
- ジョバンニ・オリゴ (GSD)
- ファビアン・ピカルド (GSLP)
- エドウィン・レイエス (GSD)
- クレイグ・サカレッロ (GSD)
- アトリッシュ・サンチェス (GSD)
- クリスチャン・サントス (GSLP)

## 直近の選挙
2023年10月12日の総選挙における、各党の獲得議席と得票数を示す。
- ジブラルタル社会主義労働党・自由党同盟（英語版） - 9議席（89,941票）
  - ジブラルタル社会主義労働党（英語版） (GSLP) - 7議席 (63,700票)
  - ジブラルタル自由党 (GLP) : 2議席 (26,241票)
- ジブラルタル社会民主党（英語版） (GSD) : 8議席 (86,537票)